# آب‌انبار زیرده
آب‌انبار زیرده مربوط به سدهٔ ۱۰ ه.ق است و در اردکان، خیابان آیت‌الله خامنه‌ای، کوچه زیرده واقع شده و این اثر در تاریخ ۲ بهمن ۱۳۸۲ با شمارهٔ ثبت ۱۰۸۵۲ به‌عنوان یکی از آثار ملی ایران به ثبت رسیده است.